# 马里亚尼
马里亚尼（Mariani），是印度阿萨姆邦Jorhat县的一个城镇。总人口23065（2001年）。

## 人口
该地2001年总人口23065人，其中男性12455人，女性10610人；0—6岁人口2767人，其中男1439人，女1328人；识字率65.00%，其中男性为65.00%，女性为65.00%。